# Регулятори суспільних відносин
Регулятори суспільних відносин — сукупність певних норм та звичаїв, що упорядковують поведінку людей або стан інших об'єктів регулювання у різних сферах життєдіяльності.
У будь-якому суспільстві існує множина різних правил поведінки, формується і діє ціла система регуляторів суспільних відносин. Ще в первісному суспільстві діяли свої регулятори — система мононорм (ритуал, міф, звичай), що регулювали значущі для життя родової общини найважливіші суспільні відносини.
Існуючі в сучасному суспільстві регулятори поділяються на дві великі групи: соціальні та технічні. В юридичній літературі також виділяються стихійні регулятори.

## Технічні регулятори
До технічних регуляторів належать технічні норми. 
Технічна норма — правила експлуатації технічних засобів і механізмів, що регулюють відносини між людиною та зовнішнім світом (природою або технікою), які не мають соціального змісту (Будівельні норми і правила, ДСТУ, Правила дорожнього руху, Інструкції з експлуатації побутових приладів).

## Соціальні регулятори
Соціальне регулювання — вплив на поведінку людей, суспільні відносини з метою надання їм певного напряму розвитку. Соціальне регулювання слід відрізняти від технічного, біологічного і тому подібного регулювання, оскільки воно, на відміну від названих, впливає тільки на відносини між людьми.
Соціальна норма — правило поведінки, спрямоване на регулювання суспільних відносин, в тій чи іншій мірі підкріплених заходами соціального впливу. Людина змушена жити у соціумі, тому неминуче вступає у суспільні відносини (відносини з людьми та організаціями), які врегульовані цими соціальними нормами.

#### Види соціальних норм
- Право — система загальнообов'язкових, формально визначених, гарантованих державою правил поведінки, що регулюють суспільні відносини.
- Звичай — правило поведінки, складається протягом тривалого часу на основі досвіду щодо великої групи осіб, яке виконується добровільно в силу звички.
- Мораль — правила поведінки, засновані на уявленнях про добро і зло, хороше і погане, що існують в суспільній свідомості і підкріплені заходами громадського осуду (громадською думкою). Мораль буває наступних видів:

- Особиста мораль — уявлення про належному поведінці окремо взятої людини, внутрішнє переконання, яке він не порушує.
- Суспільна мораль (моральність) — загальноприйняті уявлення про належну поведінку в конкретному суспільстві.

- Релігійні норми' — правила поведінки, засновані на вірі у надприродні істоти і підкріплені обіцянкою благополуччя або покарання в потойбічному житті.
- Корпоративні норми — правила поведінки, що закріплені у відповідному документі (статут, правила внутрішнього трудового розпорядку, посадові інструкції, Кодекс корпоративної поведінки, кодекс честі), що виробляються відносно невеликий групою осіб (корпорацією, членами різних громадських організацій, трудових колективів, навчальних закладів, підприємницьких союзів, клубів) і обов'язкові для виконання в рамках цієї групи під загрозою корпоративного примусу у вигляді попередження, висловлює незадоволення поведінкою члена (учасника) організації, так і виключення з організації.

Поряд з перерахованими соціальними нормами, у теорії виділяються також естетичні норми, під якими розуміються правила (критерії оцінки) краси і прекрасного в їх протиставленні потворному. Деякі дослідники виділяють політичні норми, що регулюють відносини в рамках політичної системи. Клод Леві-Строс виділяв культурні норми, розглядаючи їх як сукупність цінностей, ритуалів, звичаїв, пов'язаних між собою взаємними функціональними зв'язками і впливають на поведінку людини.

#### Право в системі соціальних норм
| Критерії                     | Право                                                         | Мораль                                             | Звичай                                             | Релігійні норми                                    | Корпоративні норми                                                                            |
| ---------------------------- | ------------------------------------------------------------- | -------------------------------------------------- | -------------------------------------------------- | -------------------------------------------------- | --------------------------------------------------------------------------------------------- |
| 1. Спосіб формування         | спеціально закріплюється державою (правотворчість)            | виникає спонтанно в процесі спілкування людей      | складається в силу тривалої практики               | складається в процесі віри в надприродне           | створюється в процесі організації і внутрішньої діяльності спільнот людей                     |
| 2. Форма існування           | у письмових джерелах                                          | у свідомості людей                                 | поведінкова традиція, звичай                       | в письмових джерелах і свідомості людей            | у письмових джерелах                                                                          |
| 3. Спосіб забезпечення       | заходи державного примусу (юридична відповідальність)         | громадське засудження (осуд)                       | забезпечується самим фактом існування              | церковний осуд і покарання у потойбічне життя      | корпоративне примус організаційного характеру (попередження, догана, виключення зі спільноти) |
| 4. Характер впливу           | регулює взаємини суб'єктів з точки зору їх прав та обов'язків | через свідомість                                   | діяльність, що увійшла в звичку                    | визначається віросповіданням                       | визначається членством в конкретній організації                                               |
| 5. Обов'язковість реалізації | загальнообов'язкове                                           | обов'язкові для членів відповідних соціальних груп | обов'язкові для членів відповідних соціальних груп | обов'язкові для членів відповідних соціальних груп | обов'язкові для членів відповідних соціальних груп                                            |

### Індивідуальний акт
Індивідуальний акт — наказ вчинити певні дії або утриматися від яких-небудь дій, адресований індивідуально-визначеній особі (конкретна людина або певна група осіб).

## Стихійні регулятори
Стихійні регулятори — це якісь об'єктивні природні явища, а також процеси, що у тій або іншій мірі впливають на суспільні відносини. 
Стихійне регулювання, як правило, носить природний характер і виражається, крім абсолютних подій (явища природи і природні стихії), також у вигляді відносних подій у конкретному суспільстві (економічні кризи, масові сезонні захворювання, демографічні проблеми, міграція населення, підвищення рівня інфляції та ін). Однією із функцій держави є контроль над зазначеними чинниками, щоб вони не вносили дисбаланс в упорядкування суспільних відносин, але це не завжди вдається.